# Coregonus baunti
Espèce
Statut de conservation UICN

 LC  : Préoccupation mineure
Coregonus baunti est une espèce de poissons d'eau douce de la famille des Salmonidae.

## Répartition
Ce poisson est endémique de Russie.

## Classification
Le nom valide complet (avec auteur) de ce taxon est Coregonus baunti Mukhomediyarov (d), 1948. 
Cette espèce a été initialement décrite comme étant une sous-espèce de Coregonus sardinella sous le taxon Coregonus sardinella baunti Mukhomediyarov, 1948.
Coregonus baunti a pour synonymes :
- Coregonus lavaretus baunti Mukhomediyarov, 1948
- Coregonus sardinella baunti Mukhomediyarov, 1948

### Étymologie
Son épithète spécifique, baunti, fait référence au district de Baunt, où se situe des lacs de Tsipo-Tsipikan et le bassin de la Vitim en Sibérie où cette espèce se rencontre.

### Publication originale
- (ru) F. B. Mukhomediyarov, « [Least cisco (Coregonus sardinella baunti, subsp. nova) from the Tsipo-Tsipikan system of lakes in the Vitim River basin] », Doklady Akademii Nauk SSSR, p. 270-280.